# Caulerpa racemosa
Caulerpa racemosa és una espècie de alga verda de la família Caulerpaceae. És de color verd i està composta d'una part rastrera i branquetes plenes de boletes paregudes a granets de raïm.
Pot habitar qualsevol biotip als primers 60 m de profunditat i en qualsevol substrat ja siga de sorra, grava o pedres. Prové d'Austràlia i actualment se l'ha trobat a la costa valenciana a Santa Pola i Castelló. Estudis apunten cap a un greu impacte ecològic sobre les comunitats vegetals autòctones. És a la llista dels 100 espècies invasores més dolents d'Europa.